# 애셔 케디
애셔 케디(Asher Keddie, 1974년 7월 31일 ~ )는 오스트레일리아의 배우이다.